# Лучківський ландшафтний заказник
Лучківський заказник — ландшафтний заказник загальнодержавного значення в Україні. Розташований у межах Кобеляцького району Полтавської області, на схід і південний схід від села Лучки, що на південь від міста Кобеляки. Площа природоохоронної території 1620 га. Створений 1996 року. Перебуває у віданні ДП «Кременчуцький лісгосп». Статус надано для збереження заплавної ділянки річки Ворскли. Тут є діброви, степові площі, болота, озера і стариці, а також піски і солонці.

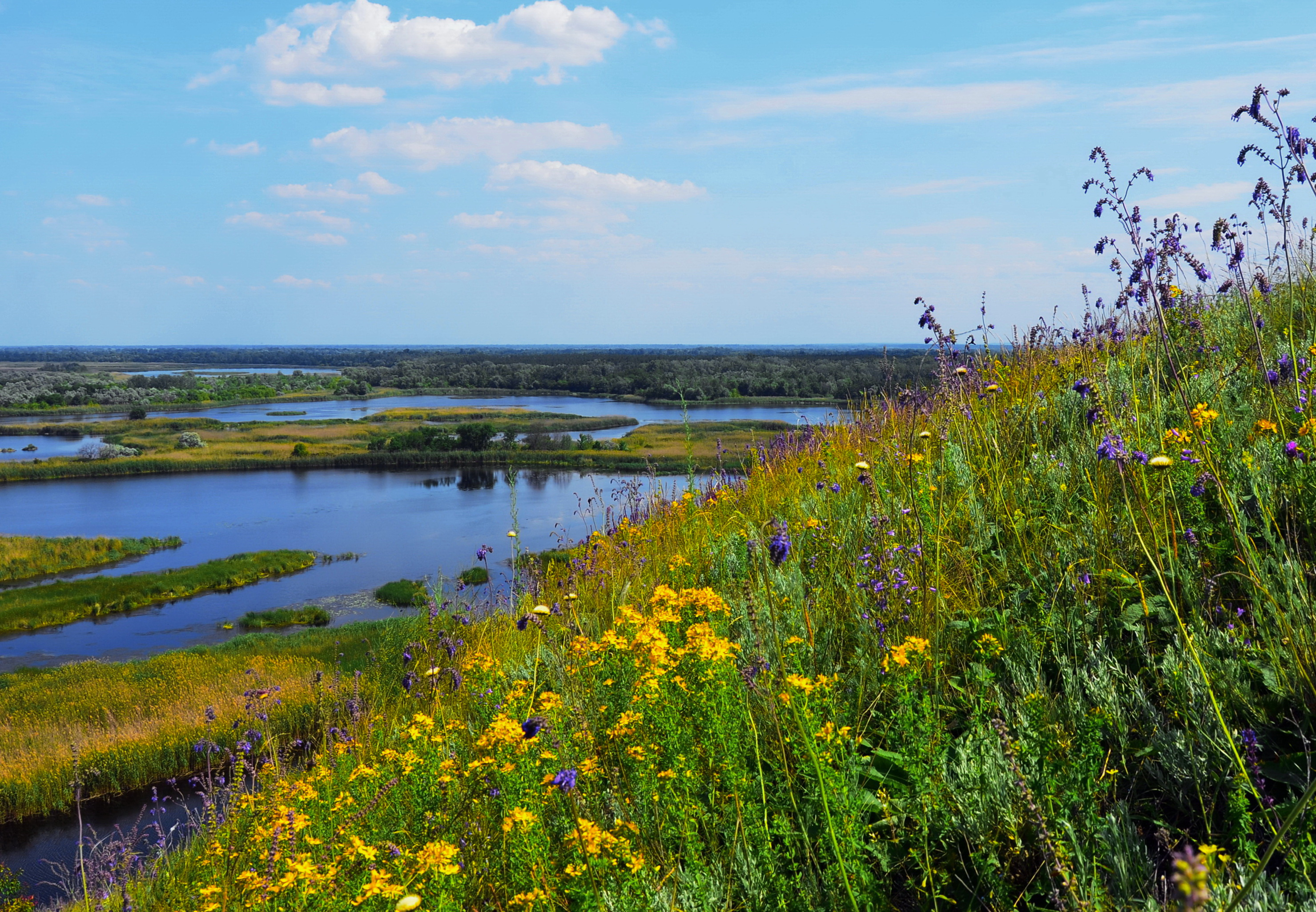
Лучківський заказник, 2023 р.

У 2002 році Лучківський заказник введено до складу новоствореного Регіонального ландшафтного парку «Нижньоворсклянський». Адміністрація ландшафтного заказника розташована в адміністративно-науковому центрі заказника, що створено на базі колишнього біостаціонару Полтавського національного педагогічного університету імені В. Г. Короленка, відомого як «Лучки». Адміністративно-науковий центр носить ім'я Андрія Потаповича Каришина — відомого вченого-хіміка, засновника біостаціонару природничого факультету Полтавського педуніверситету.

## Рослинний світ
На берегах водойм росте очерет і лепешняк, рогіз вузьколистий. У різнотрав'ї: сусак, чистець болотний, великолистий щавель прибережний, м'ята водяна, осока й інші. Зрідка, на самому березі річки, можна побачити аїр. Поверхня великих і малих заток Ворскли густо затягнута водною рослинністю. Тут трапляється сальвінія плаваюча, занесена до Червоної книги України. В одному з пересихаючих водоймищ знайдена рідкісна комахоїдна рослина — пухирник звичайний.
На пагорбах правого берега Ворскли зростає звіробій звичайний, деревій, материнка звичайна, чистотіл, пижмо, чебрець, шавлія поникла (Salvia nutans), шавлія кільчаста (Salvia verticillata), шавлія сухостепова (Salvia tesquicola) та інші степові рослини.
Вище в рельєфі заплави розташовані засолені луки, на яких зростають осока житня і пирій подовжений, а також рідкісний хвощ рябий (це — найпівденніше місце поширення цієї рослини в Україні). Тут він утворює суцільні чагарники, які вирізняються яскраво-зеленим кольором. Також трапляються чагарники реліктового виду — ефедра двоколоса.
Всього на території заказника налічується понад 900 видів рослин. У дібровах зростає 12 видів, занесених до Червоної книги України, і понад 60 видів, які потребують охорони в Полтавської області.

## Тваринний світ
Багатим і різноманітним є тваринний світ заказника. Тут трапляється понад 100 видів птахів. Є такі рідкісні види, як орлан-білохвіст, скопа, кулик-сорока, занесені до Червоної книги України. А також регіонально рідкісні види: велика і мала біла чапля, очеретянки, плиска жовтоголова, лебідь-шипун та інші.
Відомо чимало видів ссавців. Зокрема, у лісах і по болотах живуть: лось, свиня дика, сарна європейська, заєць сірий, лисиця руда, борсук, єнот уссурійський, куниця лісова, ласка, горностай та інші.
У водоймах живе багато видів риби, зокрема: сом, лящ, судак, щука, сазан, карась.

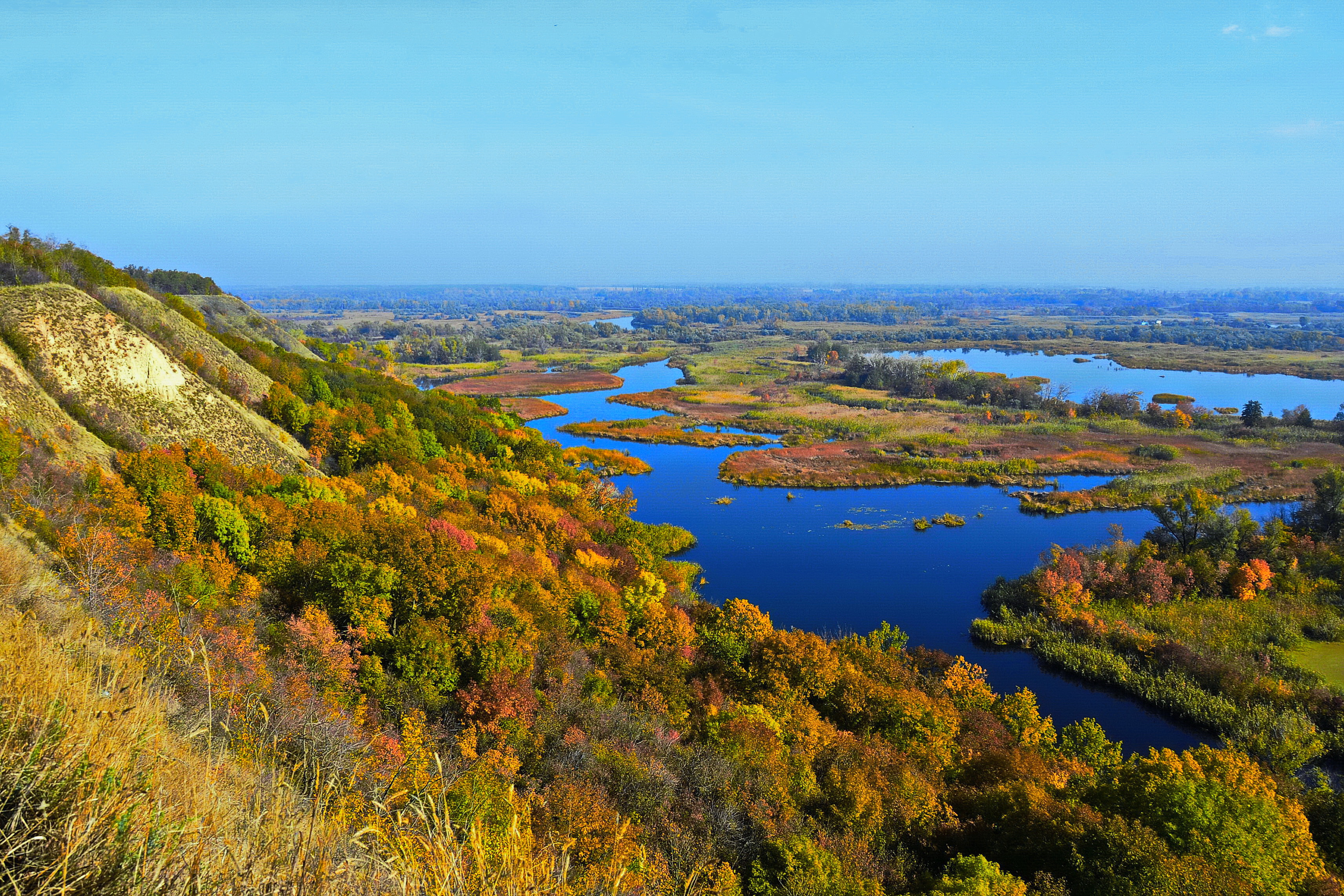
Осінь на бегегах Ворскли

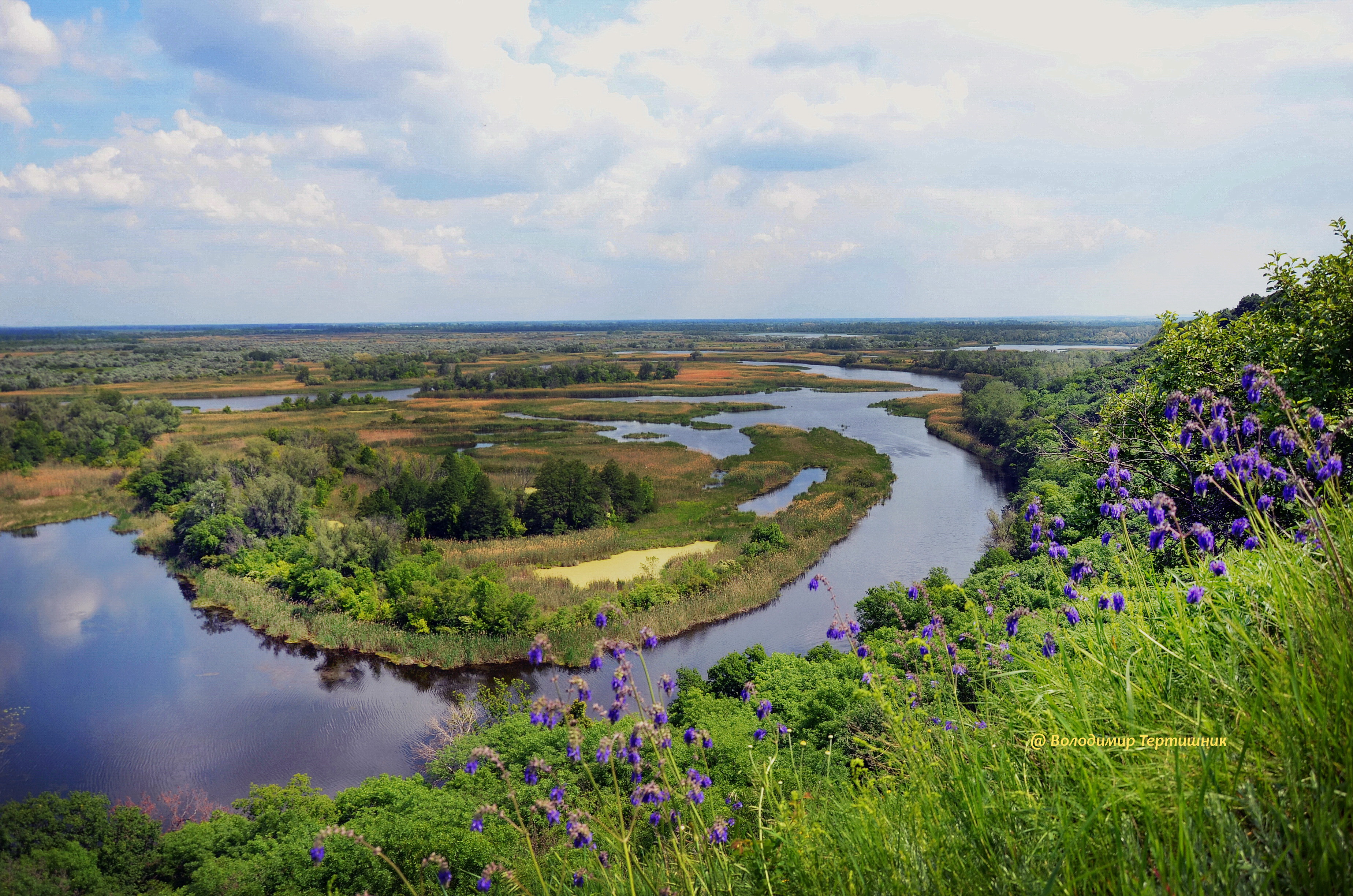
Чарівний край шавлії

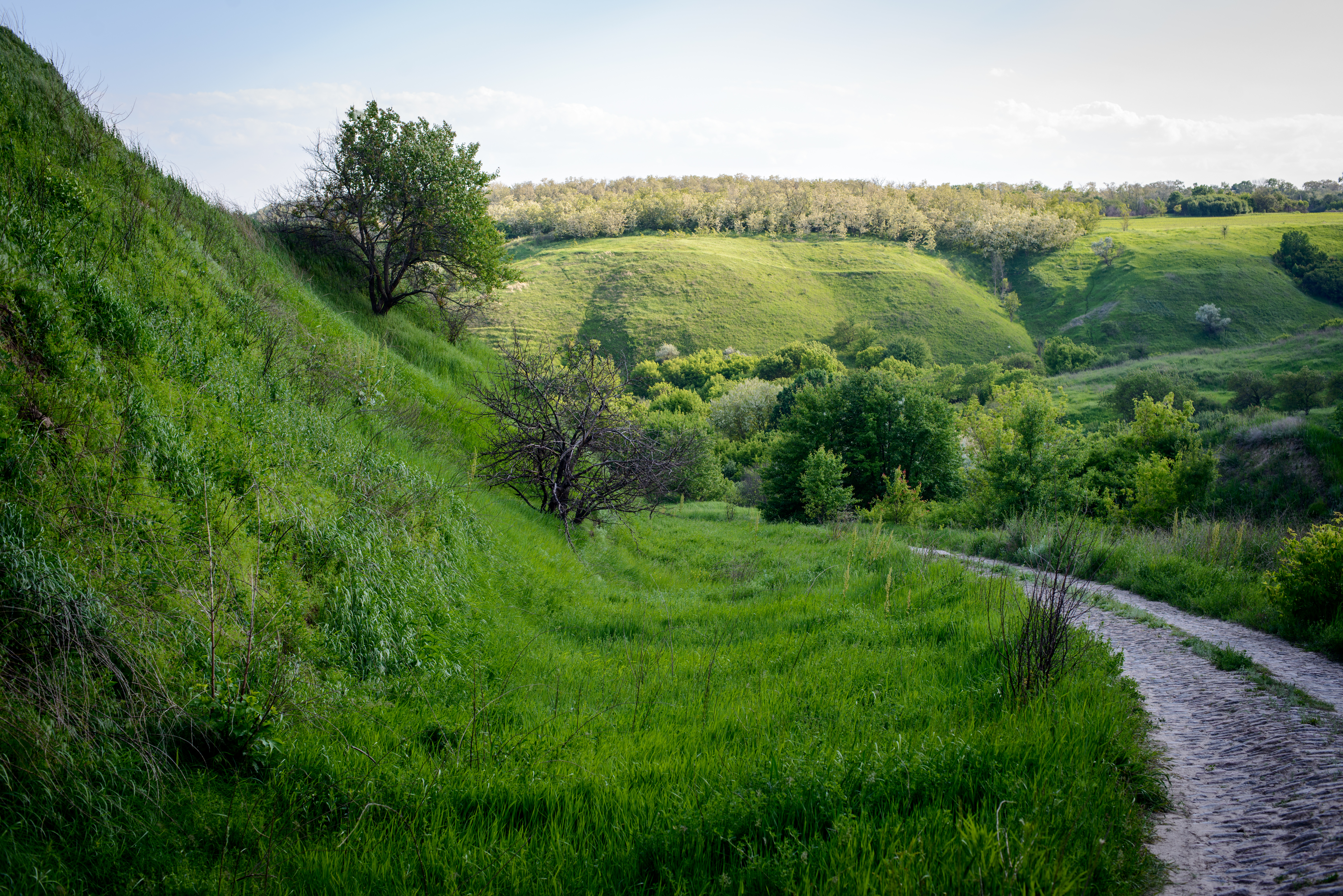
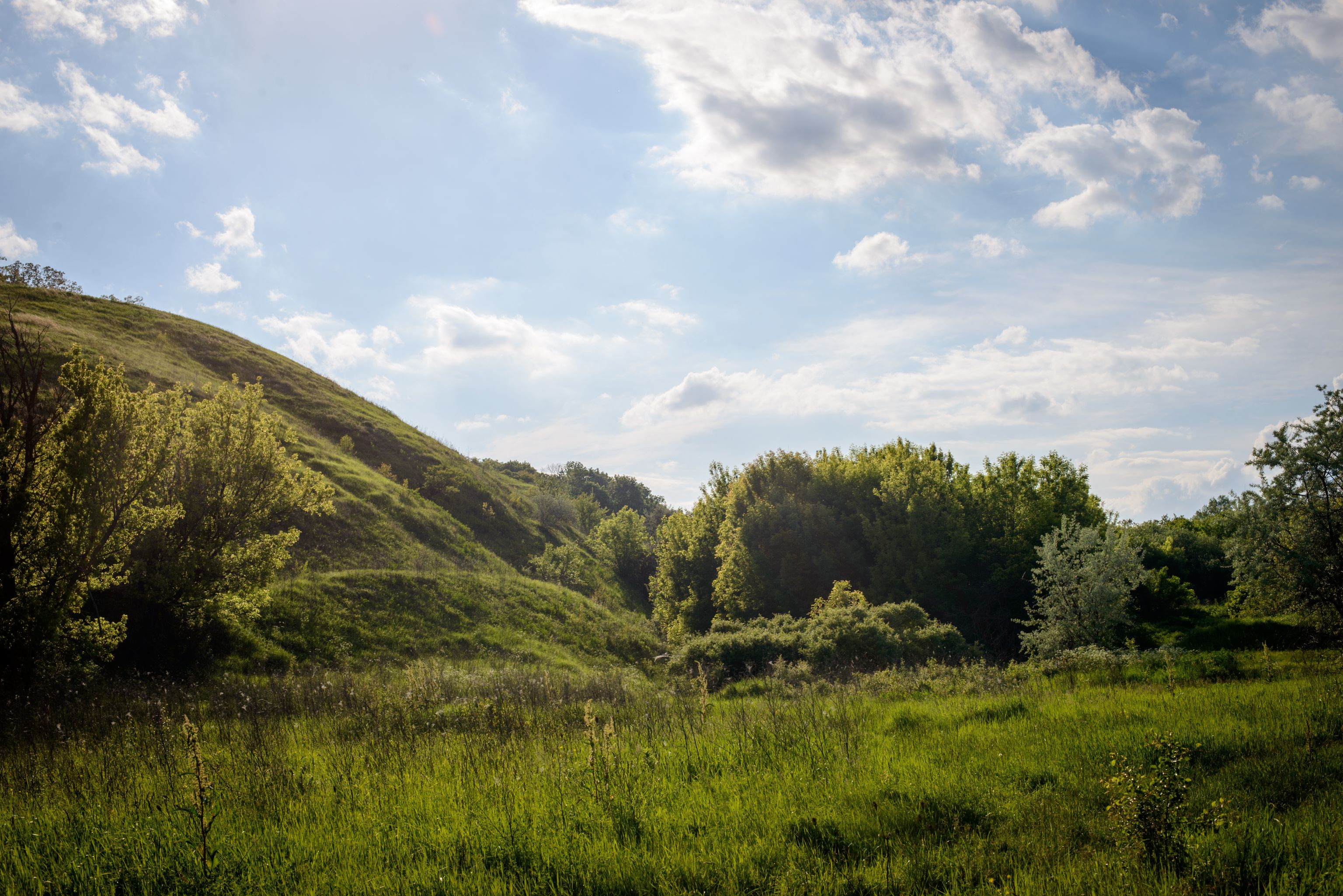
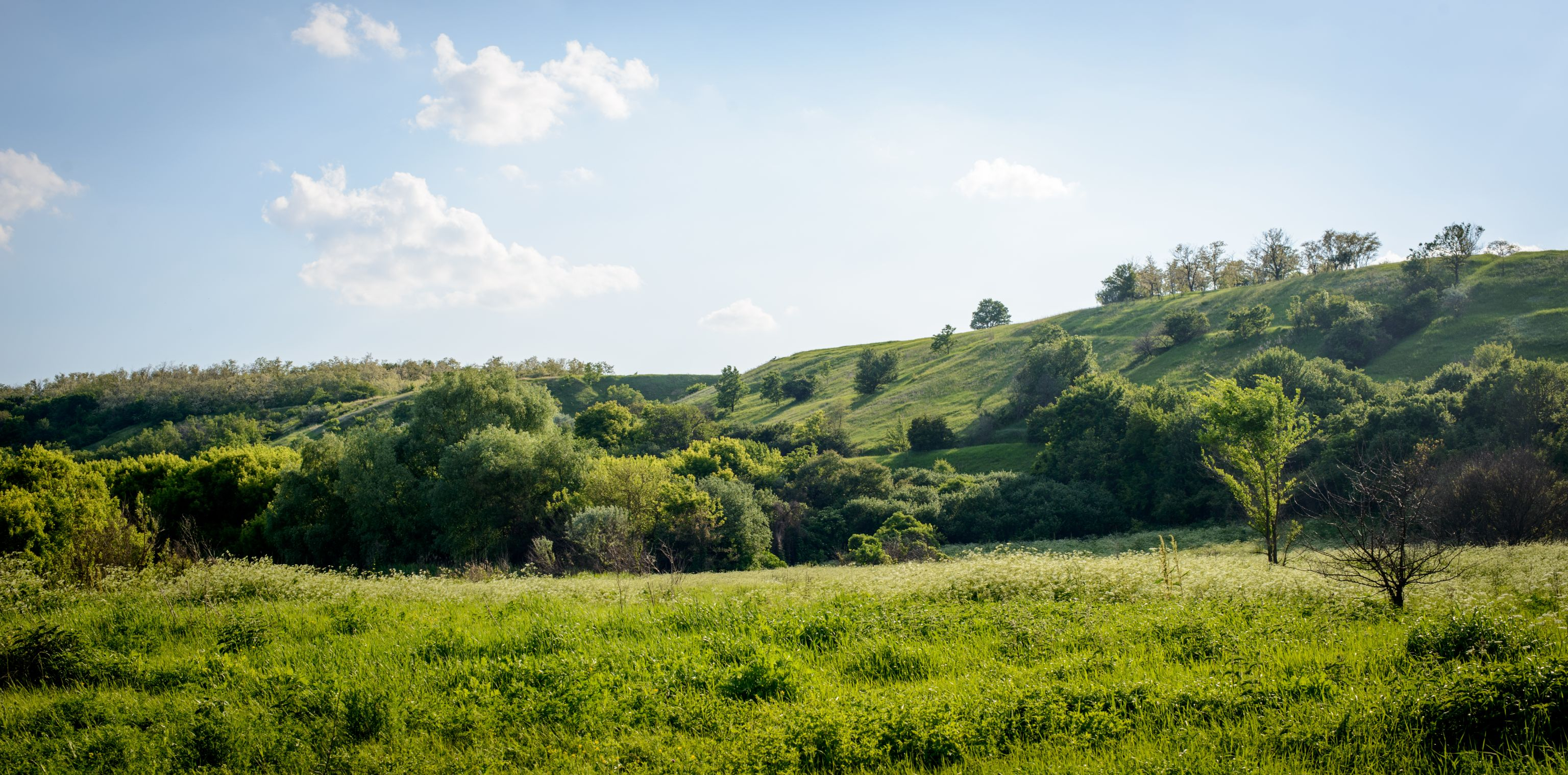
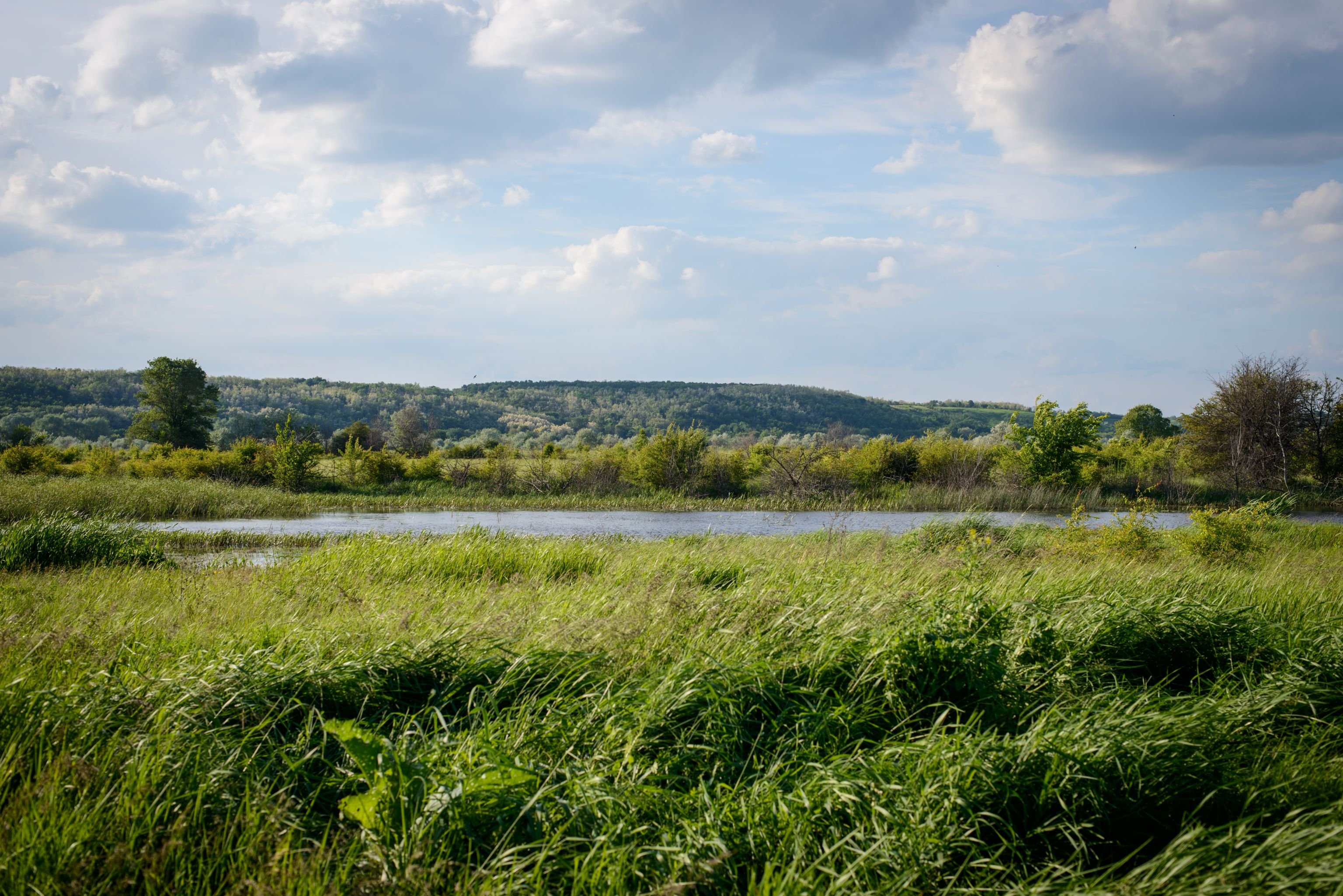
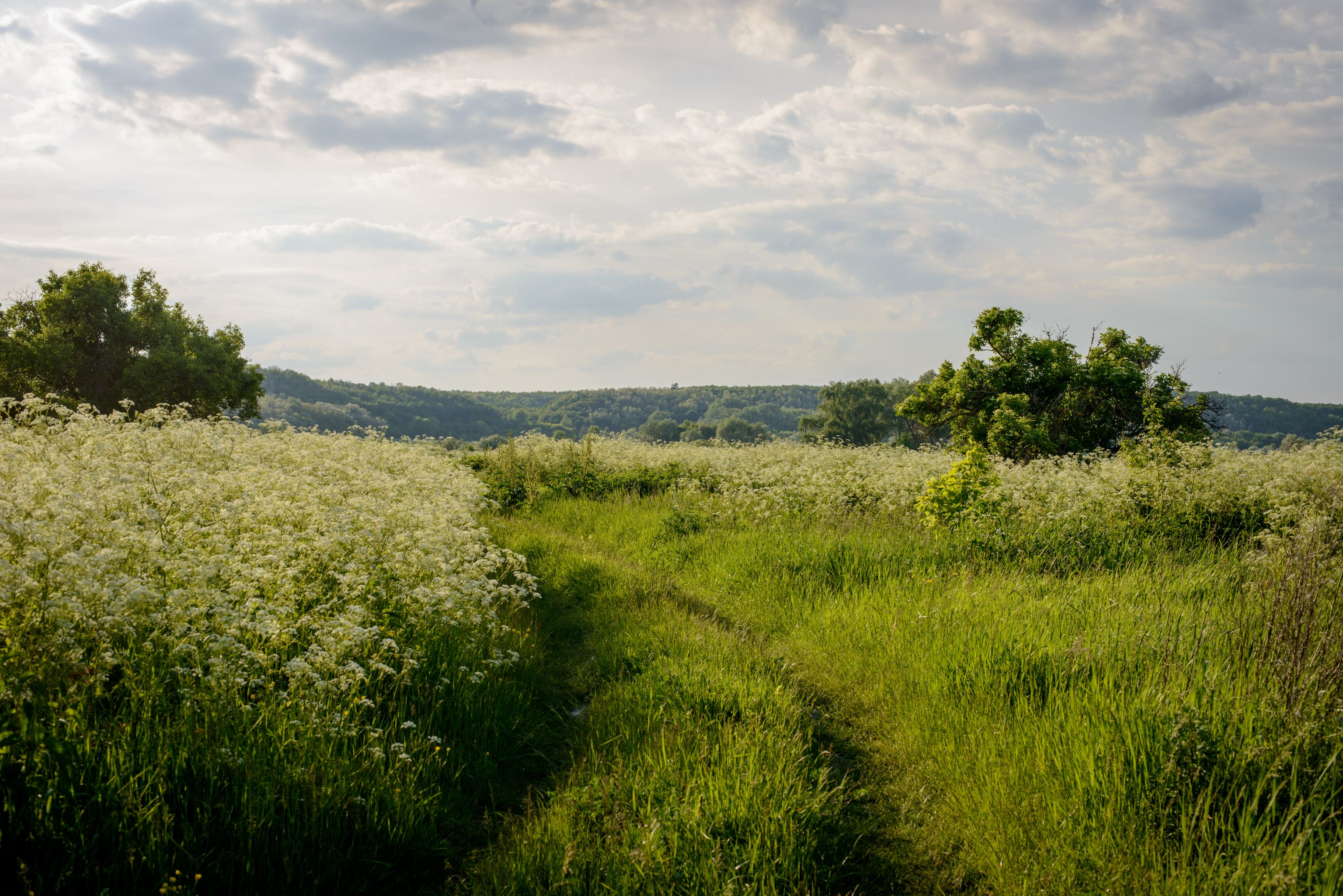
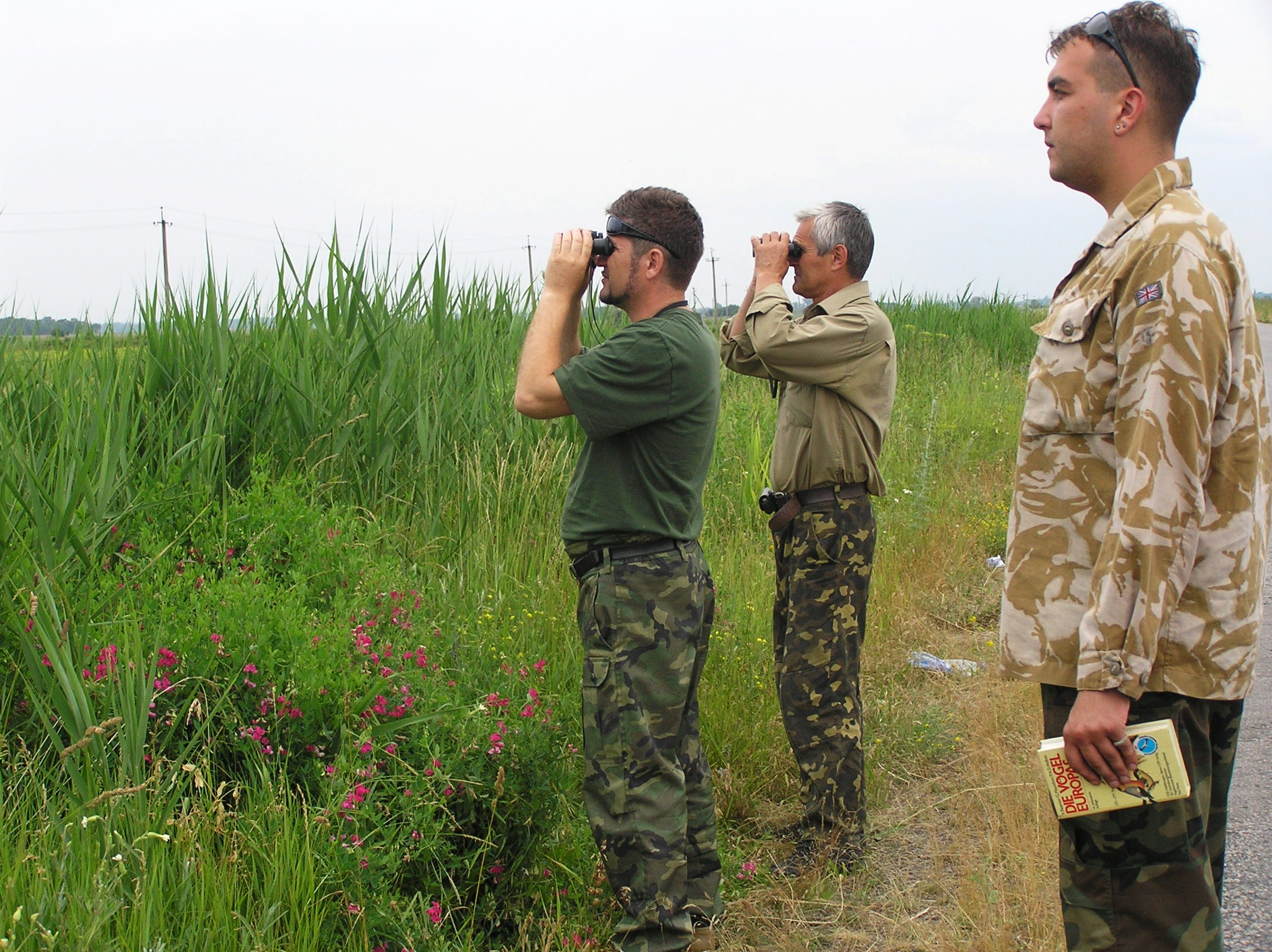
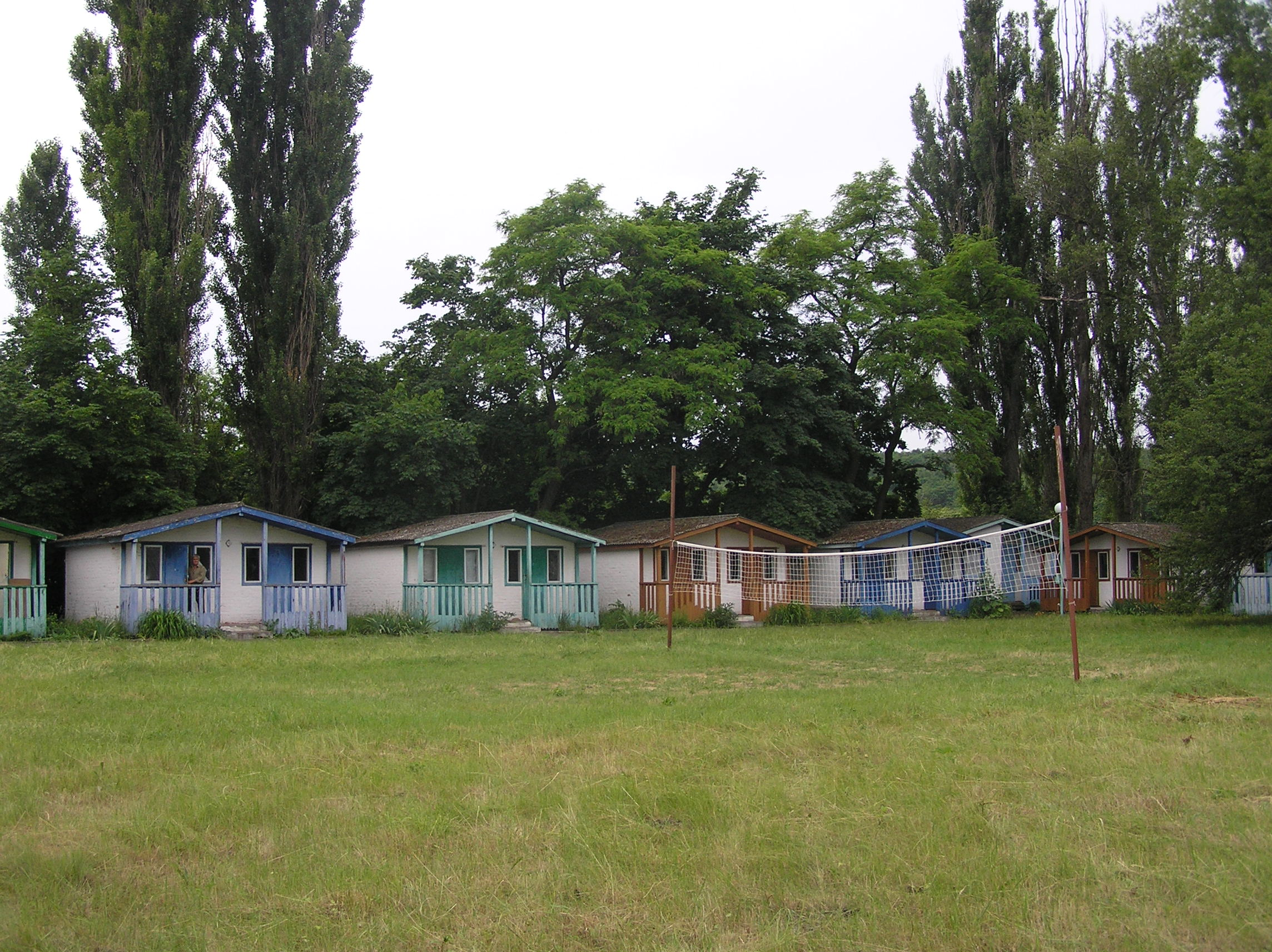
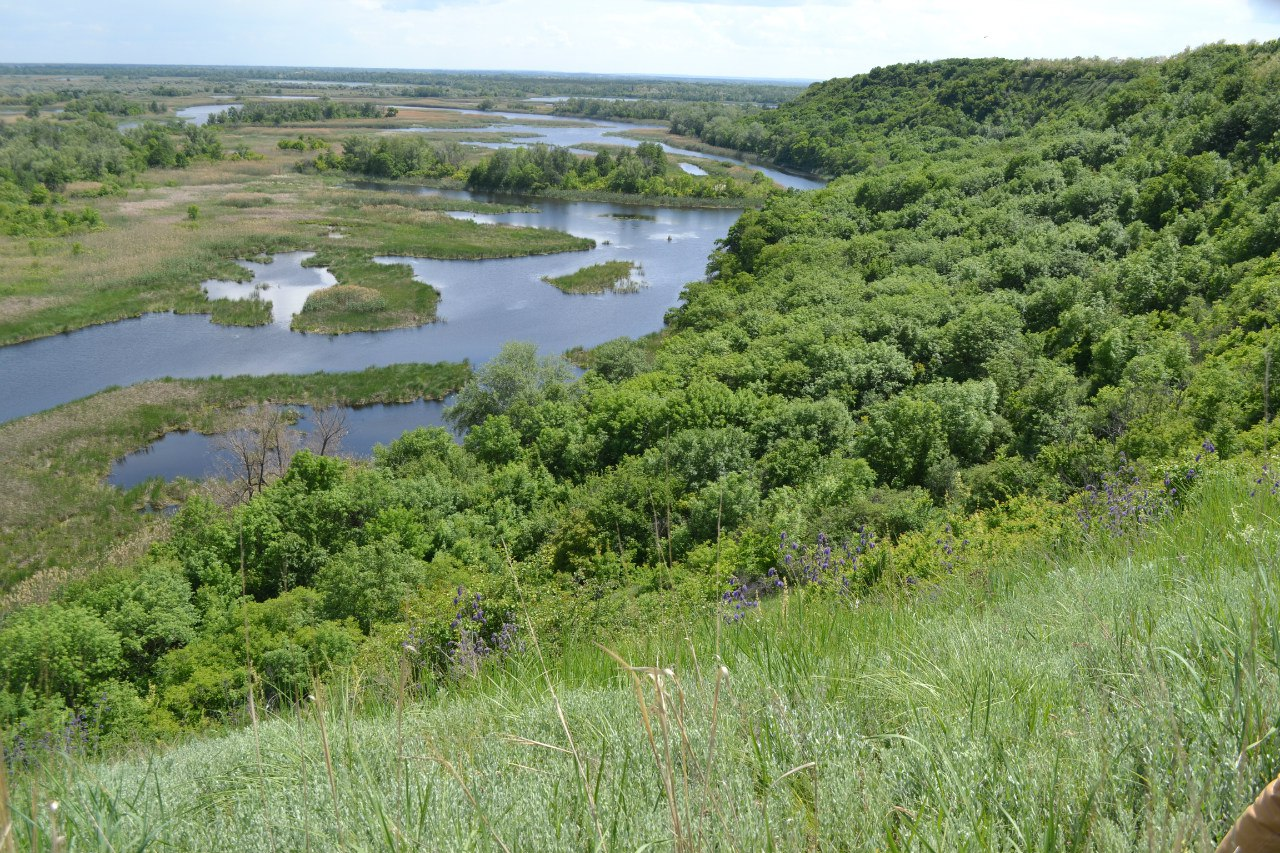
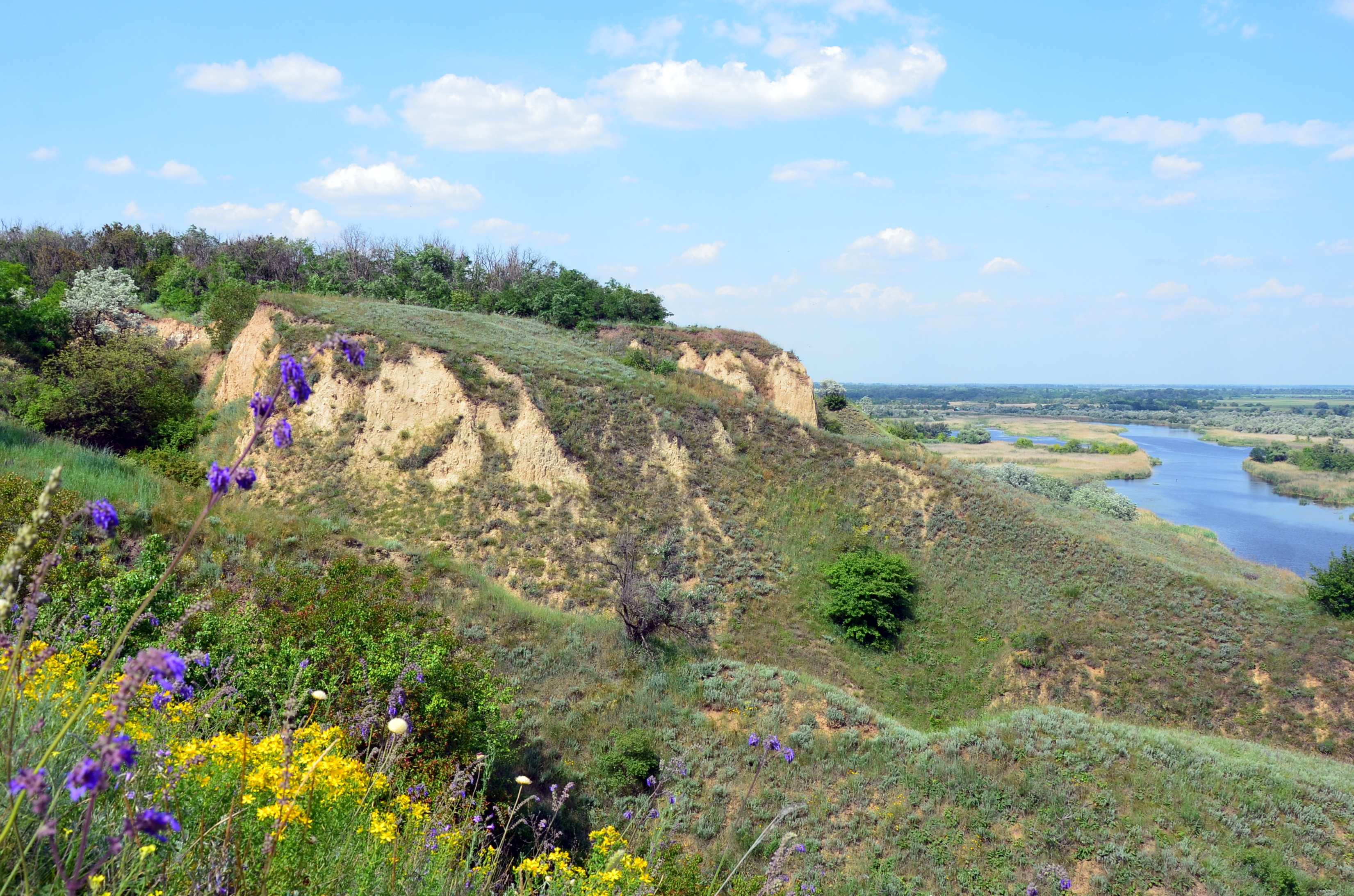
Ландшафти Лучківського заказника
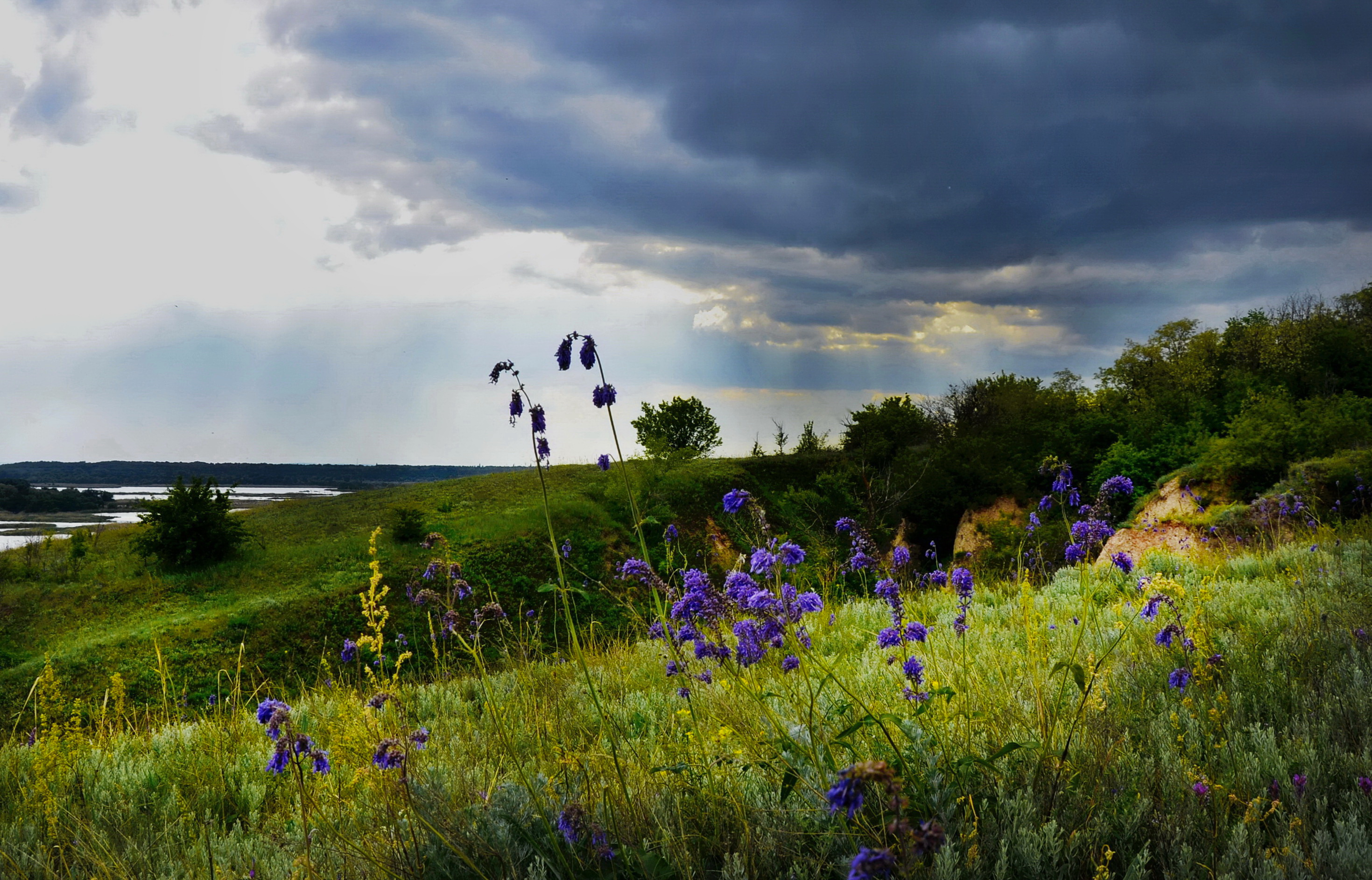
Напередодні зливи
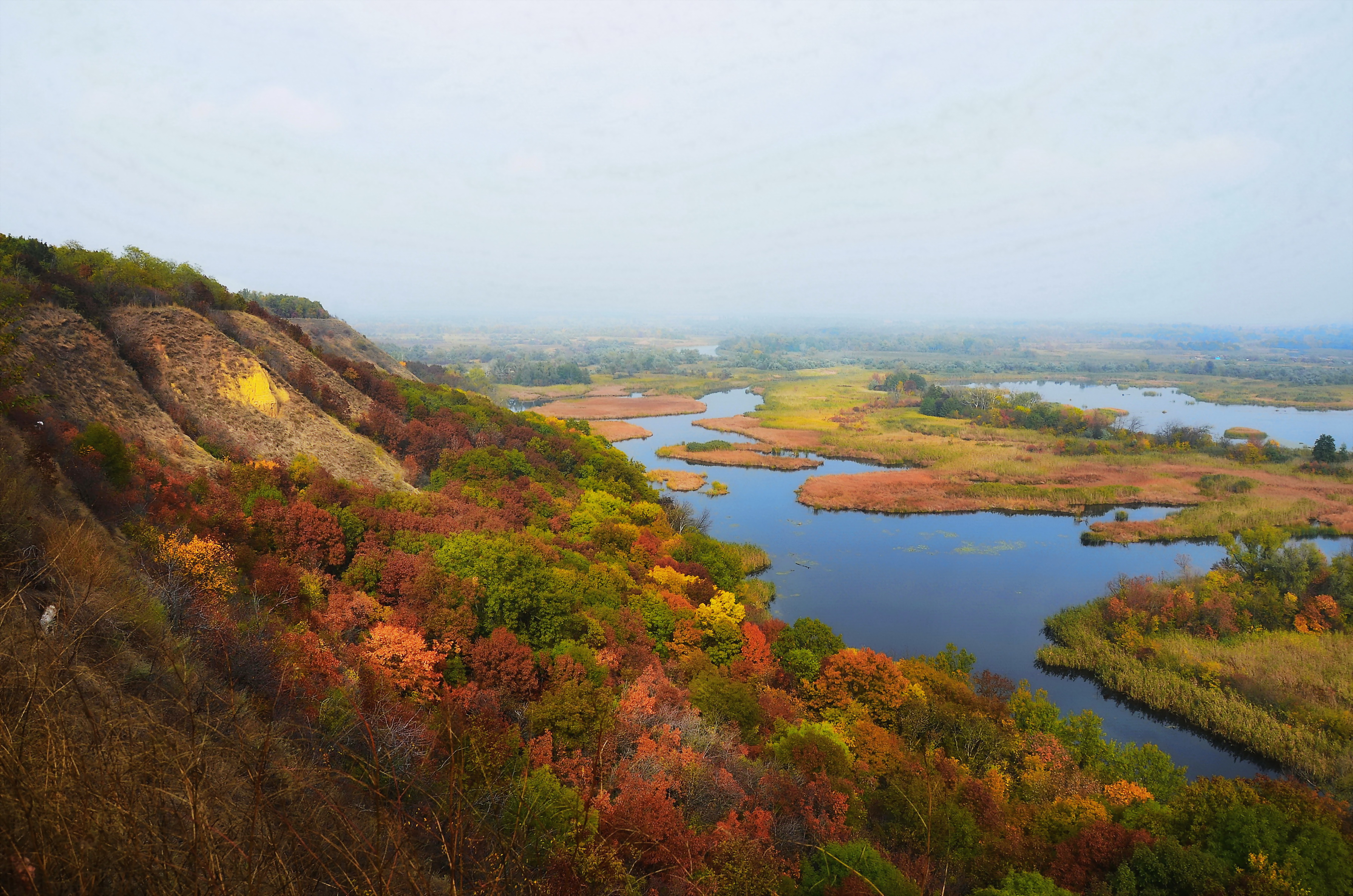
Осінь на березі Ворскли
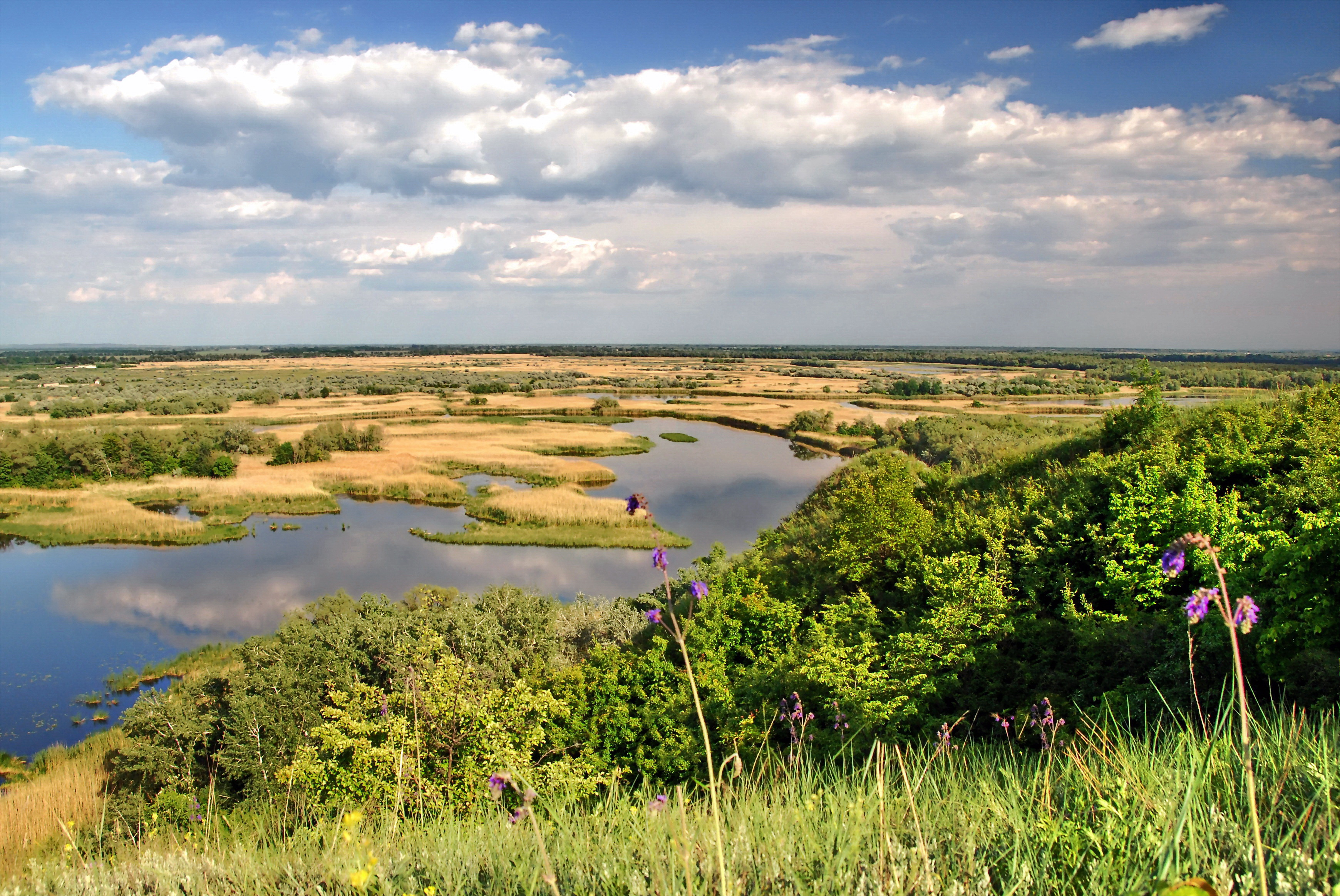
Літні горизонти
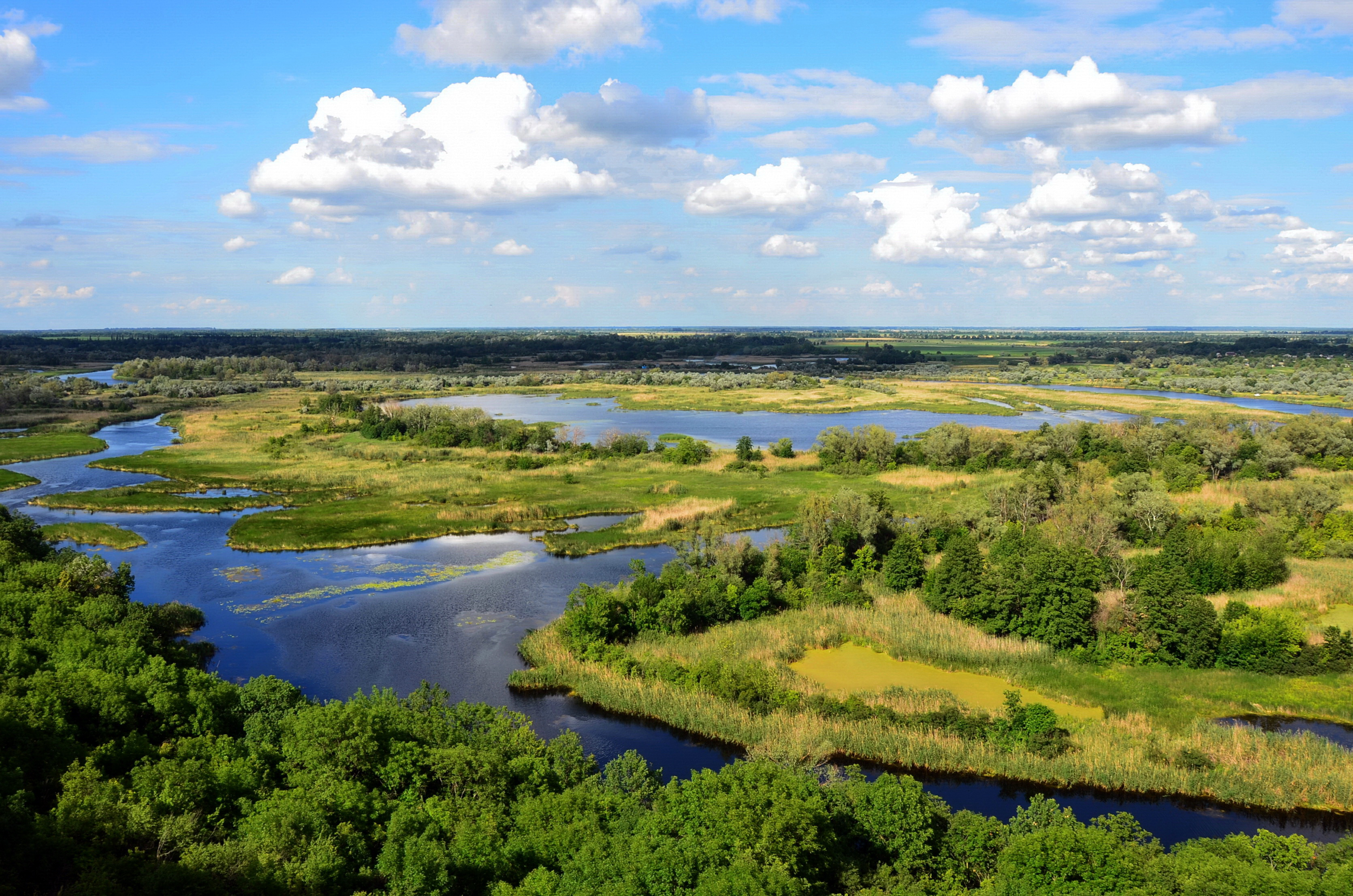
Серце Лучок
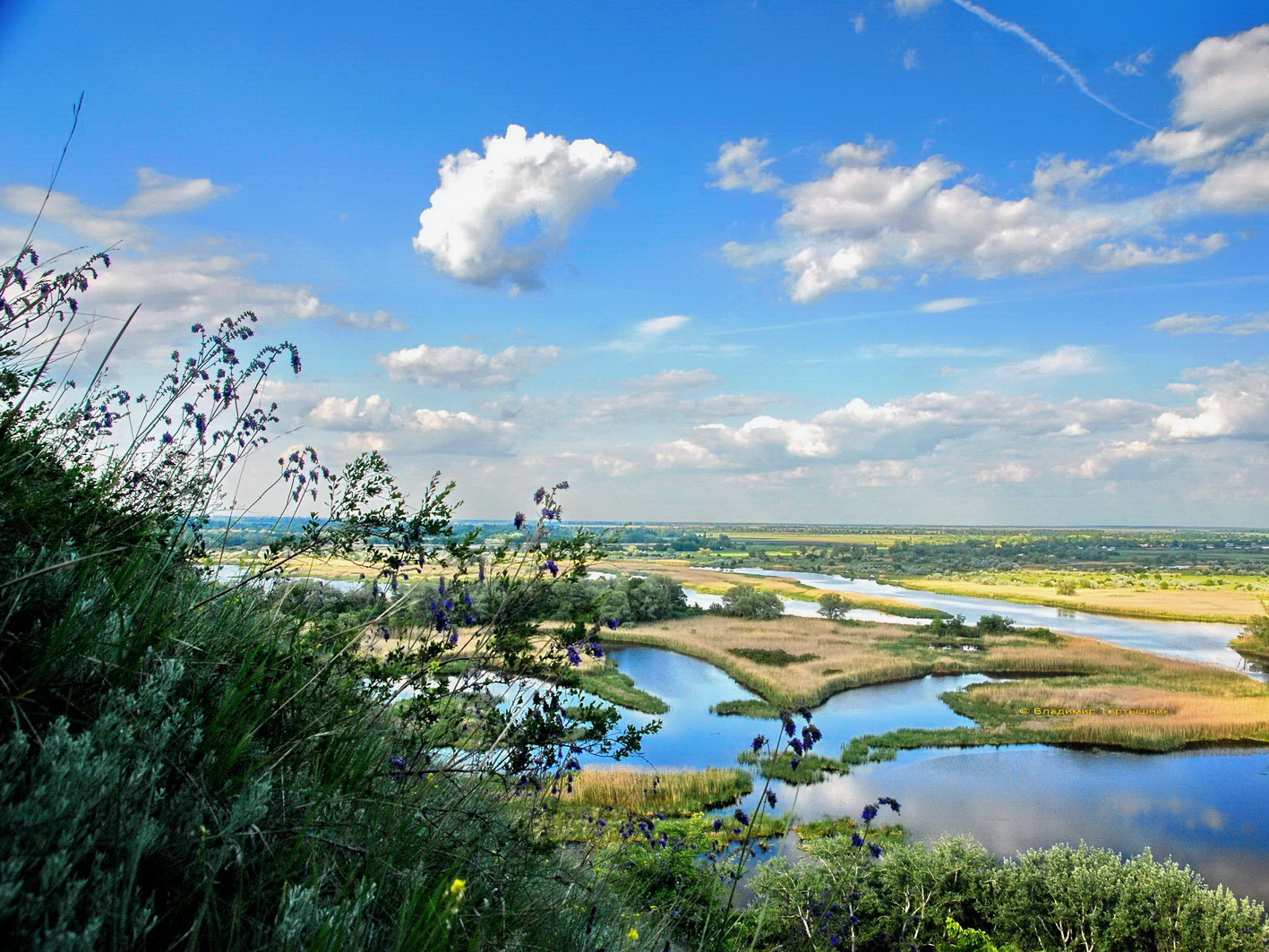
Вид з правого берега Ворскли
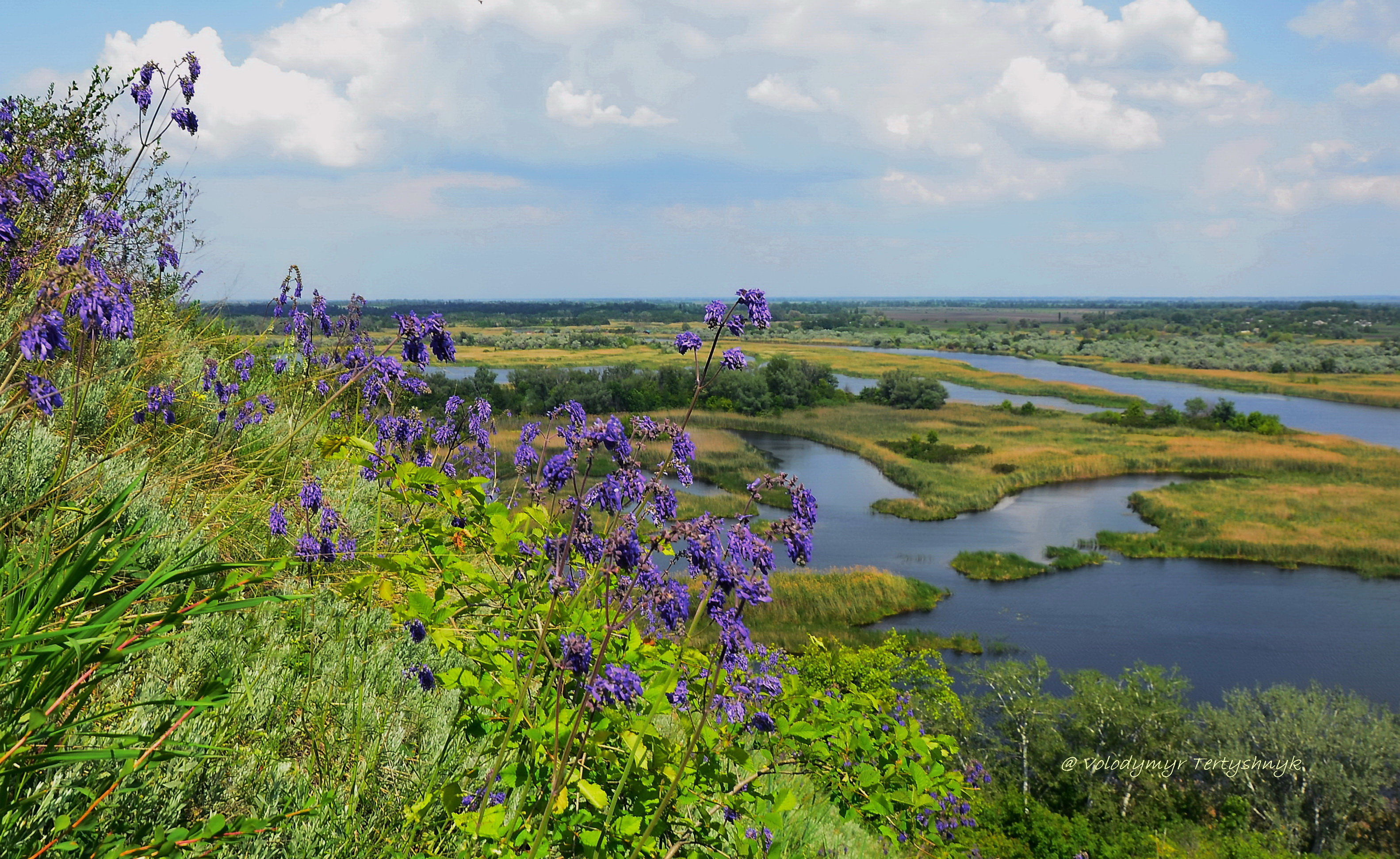
Шавлійний берег Ворскли Лучківського ландшафтного заказника.
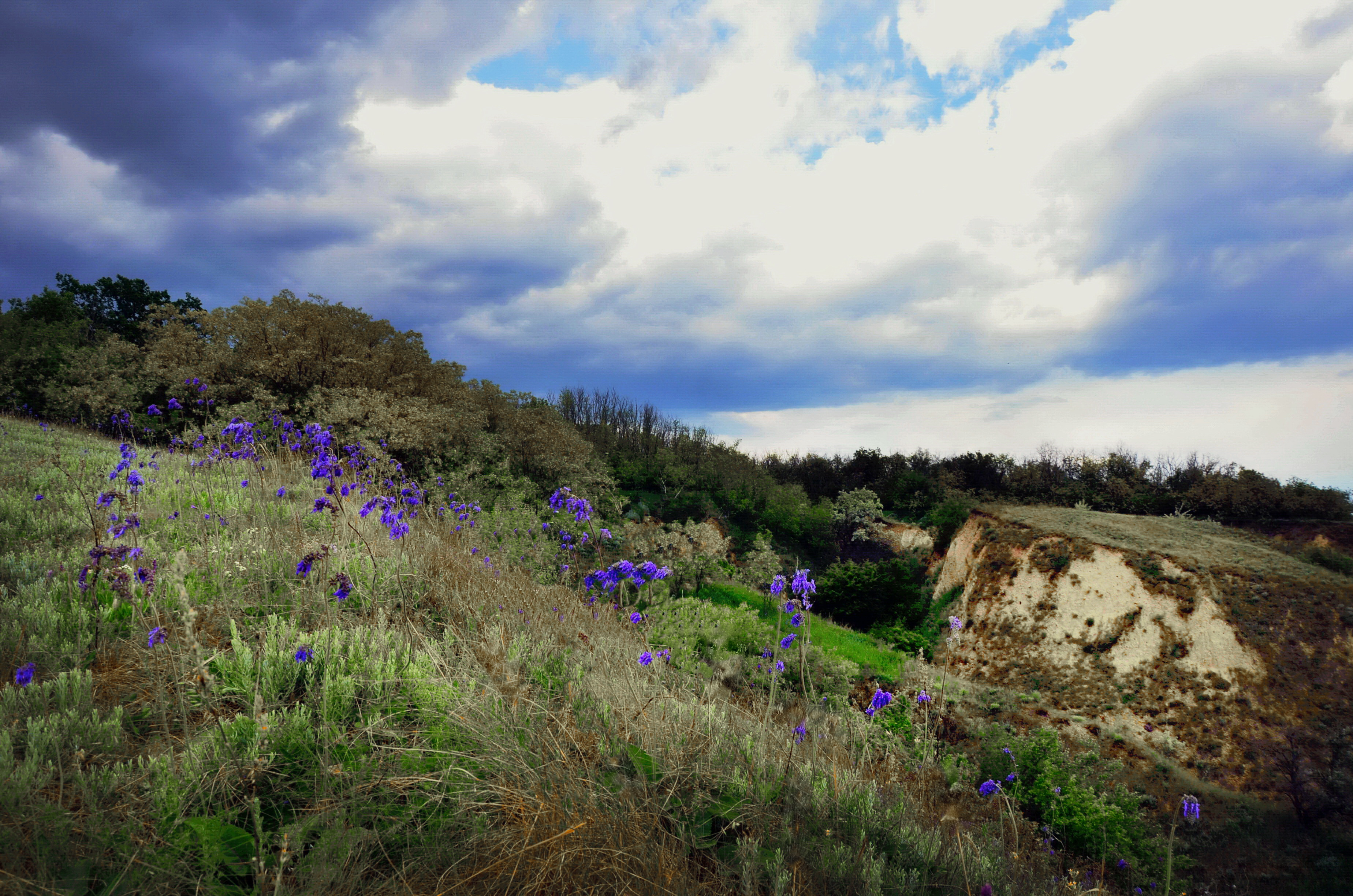
" Прелюдія зливи " над Лучківським ландшафтним заказником.